# Музеј камена
Музеј камена у Паштрићу, недалеко од Мионице, отворио је, 2013. године, биолог и истраживач Предраг Пеца Петровић. Музеј се налази поред заштићеног природног добра Шалитрене пећине коју су људи насељавали пре 40.000 година.
У музеју је изложено више од 300 геолошких експоната, а посетило га је више група из Ваљева, Београда, Новог Сада и других градова. Овај пројекат је реализован у оквиру јавног партнерства, а подржали су га Министарство просторног планирања, рударства и природних ресурса, Геолошки завод Србије, Рударскогеолошки факултет из Београда, Регионална привредна комора Ваљево, Истраживачка станица Петница и општина Мионица.
Аутор поставке експоната је проф. др Иван Филиповић, а изложени су експонати од средњег девона, па до горње креде, периода када су изумрли диносауруси. Идеја је да музеј у Паштрићу буде и компас за проналажење вредних и ретких минерала и руда у северозападној Србији, односно у Колубарском, Мачванском и Златиборском округу и Подрињу.
Старање о Музеју је преузео Еколошки покрет „Оквир живота” и породица Петровић.